# España en los Juegos Olímpicos de Tokio 2020
España está representada en los Juegos Olímpicos de Tokio 2020 por un total de 326 deportistas (188 hombres y 138 mujeres) que compiten en 29 deportes. Responsable del equipo olímpico es el Comité Olímpico Español, así como las federaciones deportivas nacionales de cada deporte con participación.
Los portadores de la bandera en la ceremonia de apertura fueron el piragüista Saúl Craviotto y la nadadora Mireia Belmonte.
La portadora de la bandera en la ceremonia de clausura fue la karateka Sandra Sánchez.

## Medallistas
El equipo olímpico de España obtuvo las siguientes medallas:
| Nombre                                                    | Deporte               | Competición      | Fecha       |
| --------------------------------------------------------- | --------------------- | ---------------- | ----------- |
| Oro                                                       |                       |                  |             |
| Fátima Gálvez Alberto Fernández                           | Tiro                  | Foso mixto       | 31 de julio |
| Alberto Ginés                                             | Escalada              | Combinada M      | 5 de agosto |
| Sandra Sánchez                                            | Karate                | Kata F           | 5 de agosto |
| Plata                                                     |                       |                  |             |
| Adriana Cerezo                                            | Taekwondo             | –49 kg F         | 24 de julio |
| Maialen Chourraut                                         | Piragüismo en eslalon | K1 F             | 27 de julio |
| Rayderley Zapata                                          | Gimnasia artística    | Suelo M          | 1 de agosto |
| María Teresa Portela Rivas                                | Piragüismo            | K1 200 m F       | 3 de agosto |
| Damián Quintero                                           | Karate                | Kata M           | 6 de agosto |
| Saúl Craviotto Marcus Walz Carlos Arévalo Rodrigo Germade | Piragüismo            | K4 500 m M       | 7 de agosto |
| Equipo                                                    | Waterpolo             | Torneo F         | 7 de agosto |
| Equipo                                                    | Fútbol                | Torneo M         | 7 de agosto |
| Bronce                                                    |                       |                  |             |
| David Valero                                              | Ciclismo de montaña   | Campo a través M | 26 de julio |
| Pablo Carreño                                             | Tenis                 | Individual M     | 31 de julio |
| Ana Peleteiro                                             | Atletismo             | Triple salto F   | 1 de agosto |
| Joan Cardona                                              | Vela                  | Finn M           | 3 de agosto |
| Jordi Xammar Nicolás Rodríguez                            | Vela                  | 470 M            | 4 de agosto |
| Equipo                                                    | Balonmano             | Torneo M         | 7 de agosto |

### Por deporte
| Evento              | Oro | Plata | Bronce | Total |
| ------------------- | --- | ----- | ------ | ----- |
| Atletismo           | 0   | 0     | 1      | 1     |
| Balonmano           | 0   | 0     | 1      | 1     |
| Ciclismo de montaña | 0   | 0     | 1      | 1     |
| Escalada            | 1   | 0     | 0      | 1     |
| Fútbol              | 0   | 1     | 0      | 1     |
| Gimnasia artística  | 0   | 1     | 0      | 1     |
| Karate              | 1   | 1     | 0      | 2     |
| Piragüismo          | 0   | 3     | 0      | 3     |
| Taekwondo           | 0   | 1     | 0      | 1     |
| Tenis               | 0   | 0     | 1      | 1     |
| Tiro                | 1   | 0     | 0      | 1     |
| Vela                | 0   | 0     | 2      | 2     |
| Waterpolo           | 0   | 1     | 0      | 1     |
| TOTAL               | 3   | 8     | 6      | 17    |

## Diplomas olímpicos
El equipo olímpico de España obtuvo un total de 42 diplomas olímpicos:
| Nombre                                                 | Deporte               | Competición          |
| ------------------------------------------------------ | --------------------- | -------------------- |
| 4.°                                                    |                       |                      |
| Eusebio Cáceres                                        | Atletismo             | Salto de longitud M  |
| Álvaro Martín                                          | Atletismo             | 20 km marcha M       |
| Marc Tur                                               | Atletismo             | 50 km marcha M       |
| María Pérez                                            | Atletismo             | 20 km marcha F       |
| Mireia Belmonte                                        | Natación              | 400 m estilos F      |
| Paula Barceló Támara Echegoyen                         | Vela                  | 49er FX F            |
| Diego Botín Iago López                                 | Vela                  | 49er M               |
| Selección masculina                                    | Waterpolo             | Torneo M             |
| 5.°                                                    |                       |                      |
| Adrián Ben                                             | Atletismo             | 800 m M              |
| Adel Mechaal                                           | Atletismo             | 1500 m M             |
| Ayad Lamdassem                                         | Atletismo             | Maratón M            |
| Gabriel Escobar                                        | Boxeo                 | 52 kg M              |
| Gazimagomed Jalidov                                    | Boxeo                 | 81 kg M              |
| Enmanuel Reyes Pla                                     | Boxeo                 | 91 kg M              |
| Carlos Arévalo                                         | Piragüismo            | K1 200 m M           |
| Antía Jácome                                           | Piragüismo            | C1 200 m F           |
| Paula Badosa                                           | Tenis                 | Individual F         |
| Garbiñe Muguruza                                       | Tenis                 | Individual F         |
| 6.°                                                    |                       |                      |
| Asier Martínez                                         | Atletismo             | 110 m vallas M       |
| Diego García                                           | Atletismo             | 20 km marcha M       |
| Selección masculina                                    | Baloncesto            | Torneo M             |
| Selección femenina                                     | Baloncesto            | Torneo F             |
| Sebastián Mora Albert Torres                           | Ciclismo en pista     | Madison M            |
| Hugo González                                          | Natación              | 100 m espalda M      |
| Paco Cubelos Íñigo Peña                                | Piragüismo            | K2 1000 m M          |
| Jaime Canalejo Javier García                           | Remo                  | Dos sin timonel M    |
| Aina Cid Virginia Díaz                                 | Remo                  | Dos sin timonel F    |
| Tara Pacheco Florian Trittel                           | Vela                  | Nacra 17             |
| 7.°                                                    |                       |                      |
| Beatriz Ferrer-Salat José Antonio García Severo Jurado | Hípica                | Doma por equipos     |
| Selección femenina                                     | Hockey sobre hierba   | Torneo F             |
| Nikoloz Sherazadishvili                                | Judo                  | -90 kg M             |
| Selección nacional                                     | Natación sincronizada | Equipo               |
| Saúl Craviotto                                         | Piragüismo            | K1 200 m M           |
| Manel Balastegui Caetano Horta                         | Remo                  | Doble scull ligero M |
| 8.°                                                    |                       |                      |
| Mohamed Katir                                          | Atletismo             | 5000 m M             |
| Andrés Mata                                            | Halterofilia          | 81 kg M              |
| Marcos Ruiz Velasco                                    | Halterofilia          | 109 kg M             |
| Selección masculina                                    | Hockey sobre hierba   | Torneo M             |
| Nicolás García                                         | Natación              | 200 m espalda M      |
| Cayetano García Pablo Martínez                         | Piragüismo            | C2 1000 m M          |
| Ander Elosegi                                          | Piragüismo en eslalon | C1 M                 |
| Nuria Vilarrubla                                       | Piragüismo en eslalon | C1 F                 |

## Participantes por deporte
De los 34 deportes que el COI reconoce en los Juegos Olímpicos de Verano, se contó con representación española en 29 deportes (en béisbol, lucha, rugby, surf y sóftbol no se obtuvo la clasificación).
| N.º | Deporte                        | H   | M   | T   |
| 1   | Atletismo                      | 32  | 23  | 55  |
| 2   | Bádminton                      | 1   | 1   | 2   |
| 3   | Baloncesto                     | 12  | 12  | 24  |
| 4   | Balonmano                      | 14  | 14  | 28  |
| 5   | Béisbol                        | 0   | –   | 0   |
| 6   | Boxeo                          | 4   | 0   | 4   |
| 7   | Ciclismo en ruta               | 5   | 2   | 7   |
| 7   | Ciclismo en pista              | 2   | 0   | 2   |
| 7   | Ciclismo de montaña            | 2   | 1   | 3   |
| 7   | Ciclismo BMX                   | 0   | 0   | 0   |
| 8   | Escalada                       | 1   | 0   | 1   |
| 9   | Esgrima                        | 1   | 0   | 1   |
| 10  | Fútbol                         | 22  | 0   | 22  |
| 11  | Gimnasia artística             | 5   | 4   | 9   |
| 11  | Gimnasia rítmica               | –   | 0   | 0   |
| 11  | Gimnasia en trampolín          | 0   | 0   | 0   |
| 12  | Golf                           | 2   | 2   | 4   |
| 13  | Halterofilia                   | 3   | 1   | 4   |
| 14  | Hípica                         | 4   | 1   | 5   |
| 15  | Hockey sobre hierba            | 16  | 16  | 32  |
| 16  | Judo                           | 3   | 4   | 7   |
| 17  | Karate                         | 1   | 1   | 2   |
| 18  | Lucha                          | 0   | 0   | 0   |
| 19  | Natación                       | 3   | 6   | 9   |
| 19  | Natación en aguas abiertas     | 1   | 1   | 2   |
| 19  | Natación sincronizada          | –   | 8   | 8   |
| 19  | Saltos                         | 2   | 0   | 2   |
| 19  | Waterpolo                      | 12  | 12  | 24  |
| 20  | Pentatlón moderno              | 1   | 0   | 1   |
| 21  | Piragüismo en aguas tranquilas | 8   | 3   | 11  |
| 21  | Piragüismo en eslalon          | 2   | 2   | 4   |
| 22  | Remo                           | 4   | 2   | 6   |
| 23  | Rugby a 7                      | 0   | 0   | 0   |
| 24  | Skateboarding                  | 2   | 1   | 3   |
| 25  | Sóftbol                        | –   | 0   | 0   |
| 26  | Surf                           | 0   | 0   | 0   |
| 27  | Taekwondo                      | 3   | 1   | 4   |
| 28  | Tenis                          | 4   | 4   | 8   |
| 29  | Tenis de mesa                  | 1   | 2   | 3   |
| 30  | Tiro                           | 1   | 1   | 2   |
| 31  | Tiro con arco                  | 1   | 1   | 2   |
| 32  | Triatlón                       | 3   | 2   | 5   |
| 33  | Vela                           | 8   | 7   | 15  |
| 34  | Voleibol                       | 0   | 0   | 0   |
| 34  | Vóley playa                    | 2   | 2   | 4   |
|     | TOTAL                          | 188 | 137 | 325 |

## Deportistas clasificados
A continuación se listan los 321 deportistas clasificados y seleccionados por el COE y las respectivas federaciones nacionales para representar a España en estos Juegos.

### Atletismo
Se muestran los 55 atletas que se clasificaron tanto por mínima como por ranking, incluidos los cuatro para el relevo mixto (más dos de reserva):
| - Óscar Husillos (400 m) - Adrián Ben (800 m) - Saúl Ordóñez (800 m) - Pablo Sánchez-Valladares (800 m) - Adel Mechaal (1500 m) - Ignacio Fontes (1500 m) - Jesús Gómez Santiago (1500 m) - Mohamed Katir (5000 m) - Carlos Mayo (5000 m y 10 000 m) - Orlando Ortega (110 m vallas) - Asier Martínez (110 m vallas) - Sergio Fernández (400 m vallas) - Fernando Carro (3000 m obstáculos) - Daniel Arce (3000 m obstáculos) - Sebastián Martos (3000 m obstáculos) - Diego García Carrera (20 km marcha) - Miguel Ángel López (20 km marcha) - Álvaro Martín (20 km marcha) - Marc Tur (50 km marcha) - Luis Manuel Corchete (50 km marcha) - Jesús Ángel García Bragado (50 km marcha) - Daniel Mateo Angulo (maratón) - Javier Guerra (maratón) - Ayad Lamdassem (maratón) - Samuel García Cabrera (4 × 400 m mixto) - Bernat Erta (4 × 400 m mixto) - Julio Arenas (4 × 400 m mixto) R - Pablo Torrijos (triple salto) - Eusebio Cáceres (salto de longitud) - Javier Cienfuegos (martillo) - Lois Maikel Martínez (disco) - Odei Jainaga (jabalina) - Jorge Ureña (decatlón) | - María Isabel Pérez (100 m) - Jaël Sakura Bestué (200 m) - Aauri Lorena Bokesa (400 m, 4 × 400 m mixto) - Natalia Romero Franco (800 m) - Esther Guerrero (1500 m) - Marta Pérez Miguel (1500 m) - Lucía Rodríguez (5000 m) - Teresa Errandonea (100 m vallas) - Irene Sánchez-Escribano (3000 m obstáculos) B - Carolina Robles (3000 m obstáculos) - María Pérez García (20 km marcha) - Laura García-Caro (20 km marcha) - Raquel González Campos (20 km marcha) - Marta Galimany (maratón) - Elena Loyo Menoyo (maratón) - Laura Méndez Esquer (maratón) - Laura Bueno Fernández (4 × 400 m mixto) - Sara Gallego (4 × 400 m mixto) - Andrea Jiménez (4 × 400 m mixto) R - Ana Peleteiro (triple salto) - Fátima Diame (salto de longitud) - María Belén Toimil (peso) - Laura Redondo (martillo) - María Vicente (heptatlón) |

### Bádminton
- Pablo Abián
- Clara Azurmendi
- Carolina Marín[24] B

### Baloncesto
- Equipo masculino: Ricky Rubio, Sergio Rodríguez, Sergio Llull, Rudy Fernández, Álex Abrines, Alberto Abalde, Víctor Claver, Willy Hernangómez, Usman Garuba, Pau Gasol, Marc Gasol y Xabier López-Arostegui. Seleccionador: Sergio Scariolo
- Equipo femenino: Tamara Abalde, Raquel Carrera, Queralt Casas, Maite Cazorla, María Conde, Silvia Domínguez, Laura Gil, Astou Ndour, Cristina Ouviña, Laia Palau, Leonor Rodríguez y Alba Torrens. Seleccionador: Lucas Mondelo.

### Balonmano
- Equipo masculino: Gonzalo Pérez de Vargas, Eduardo Gurbindo, Jorge Maqueda, Ángel Fernández, Raúl Entrerríos, Alex Dujshebaev, Daniel Sarmiento, Rodrigo Corrales, Ferrán Solé, Adrià Figueras, Viran Morros, Antonio García, Aleix Gómez, Gedeón Guardiola, Miguel Sánchez-Migallón, Julen Aguinagalde. Reserva: Valero Rivera. Seleccionador: Jordi Ribera.
- Equipo femenino: Silvia Navarro, Merche Castellanos, Marta López, Laura González, Ainhoa Hernández, Soledad López, Jennifer Gutiérrez, Nerea Pena, Carmen Martín, Alexandrina Barbosa, Paula Arcos, Elisabet Cesáreo, Alicia Fernández, Almudena Rodríguez y Mireya González. Reserva: Nicole Wiggins. Seleccionador: Carlos Viver.

### Boxeo
- Gabriel Escobar
- José Quiles
- Gazimagomed Jalidov
- Enmanuel Reyes Pla

### Ciclismo

#### Montaña
- David Valero Serrano
- Jofre Cullell Estapé
- Rocío García Martínez

#### Pista
- Albert Torres Barceló
- Sebastián Mora Vedri

#### Ruta
- Alejandro Valverde
- Gorka Izagirre
- Ion Izagirre
- Jesús Herrada
- Omar Fraile
- Margarita García Cañellas
- Ane Santesteban

### Escalada
- Alberto Ginés López

### Esgrima
- Carlos Llavador Fernández

### Fútbol
- Equipo masculino: Unai Simón, Óscar Mingueza, Marc Cucurella, Pau Torres, Jesús Vallejo, Martín Zubimendi, Marco Asensio, Mikel Merino, Rafa Mir, Dani Ceballos, Mikel Oyarzábal, Eric García, Álvaro Fernández, Carlos Soler, Jon Moncayola, Pedri González, Javi Puado, Óscar Gil, Dani Olmo, Juan Miranda, Bryan Gil e Iván Villar. Seleccionador: Luis de la Fuente.

### Gimnasia

#### Artística
- Laura Bechdejú
- Marina González Lara
- Alba Petisco
- Roxana Popa
- Néstor Abad
- Thierno Diallo
- Nicolau Mir Roselló
- Joel Plata Rodríguez
- Rayderley Zapata

### Golf
- Jon Rahm[25] B
- Jorge Campillo[25]
- Adri Arnaus
- Carlota Ciganda
- Azahara Muñoz

### Halterofilia
- David Sánchez López
- Andrés Mata Pérez
- Marcos Ruiz Velasco
- Lydia Valentín

### Hípica
- Beatriz Ferrer-Salat (doma)
- José Antonio García Mena (doma)
- Severo Jurado López (doma)
- Eduardo Álvarez Aznar (saltos)
- Francisco Gaviño González (concurso completo)

### Hockey sobre hierba
- Equipo masculino: Quico Cortés, Ricardo Sánchez, Miguel Delas, Enrique González de Castejón, Álvaro Iglesias, Marc Sallés, Roc Oliva, David Alegre, Llorenç Piera, Xavi Lleonart, José María Basterra, Alejandro Alonso, Viçens Ruiz, Josep Romeu, Pau Quemada y Marc Boltó. Seleccionador: Frédéric Soyez
- Equipo femenino: María de los Ángeles Ruiz, Laura Barrios, Clara Ycart, Carlota Petchamé, María López, Berta Bonastre, Belén Iglesias, Candela Mejías, Lola Riera, Julia Pons, Begoña García, Beatriz Pérez, Gigi Oliva, Alejandra Torres-Quevedo, Alicia Magaz y Lucía Jiménez. Seleccionador: Adrian Lock.

### Judo
- Francisco Garrigós
- Alberto Gaitero
- Nikoloz Sherazadishvili
- Julia Figueroa
- Ana Pérez Box
- Cristina Cabaña
- María Bernabéu

### Karate
- Damián Quintero Capdevila
- Sandra Sánchez Jaime

### Natación
Lista de preseleccionados de la RFEN (24 de mayo de 2021).
- Mireia Belmonte
- Jessica Vall
- África Zamorano
- Jimena Pérez
- Marina García
- Lidón Muñoz
- Nicolás García
- Hugo González
- Joan Lluís Pons

#### Aguas abiertas
- Alberto Martínez Murcia
- Paula Ruiz Bravo

#### Natación sincronizada
- Ona Carbonell
- Paula Ramírez Ibáñez
- Berta Ferreras Sanz
- Meritxell Mas Pujadas
- Alisa Ozhogina
- Sara Saldaña López
- Iris Tió
- Blanca Toledano

### Pentatlón moderno
- Aleix Heredia

### Piragüismo

#### Aguas tranquilas
- Francisco Cubelos
- Íñigo Peña
- Saúl Craviotto
- Carlos Arévalo López
- Rodrigo Germade
- Marcus Walz
- Cayetano García
- Pablo Martínez Estévez
- Teresa Portela Rivas
- Isabel Contreras Rodríguez
- Antía Jácome

#### Eslalon
- Ander Elosegi
- David Llorente
- Maialen Chourraut
- Nuria Vilarrubla

### Remo
- Manel Balastegui
- Caetano Horta
- Jaime Canalejo Pazos
- Javier García Ordóñez
- Aina Cid
- Virginia Díaz Rivas

### Saltos
- Alberto Arévalo Alcón
- Nicolás García Boissier

### Skateboarding
- Daniel León
- Jaime Mateu
- Julia Benedetti
- Andrea Benítez[27]

### Taekwondo
- Adrián Vicente Yunta
- Javier Pérez Polo
- Raúl Martínez García
- Adriana Cerezo Iglesias

### Tenis
- Rafael Nadal R
- Roberto Bautista Agut R
- Pablo Carreño Busta
- Alejandro Davidovich
- Albert Ramos R
- Feliciano López R
- Pablo Andújar
- Roberto Carballés
- Garbiñe Muguruza
- Paula Badosa
- Sara Sorribes
- Carla Suárez

### Tenis de mesa
- Álvaro Robles
- María Xiao
- Galia Dvorak

### Tiro
- Alberto Fernández
- Fátima Gálvez

### Tiro con arco
- Daniel Castro Barcala
- Inés de Velasco Martínez

### Triatlón
- Mario Mola
- Fernando Alarza
- Javier Gómez Noya
- Míriam Casillas
- Anna Godoy

### Vela
- Jordi Xammar (470)
- Nicolás Rodríguez (470)
- Silvia Mas (470)
- Patricia Cantero (470)
- Ángel Granda (RS:X)
- Blanca Manchón (RS:X)
- Joel Rodríguez Pérez (Laser)
- Cristina Pujol (Laser Radial)
- Diego Botín (49er)
- Iago López (49er)
- Támara Echegoyen (49er FX)
- Paula Barceló (49er FX)
- Tara Pacheco (Nacra 17)
- Florian Trittel (Nacra 17)
- Joan Cardona (Finn)

### Vóley playa
- Pablo Herrera
- Adrián Gavira
- Liliana Fernández
- Elsa Baquerizo

### Waterpolo
- Equipo masculino: Daniel López Pinedo, Unai Aguirre, Alejandro Bustos, Miguel del Toro, Martin Famera, Francisco Fernández Miranda, Álvaro Granados, Marc Larumbe, Blai Mallarach, Alberto Munarriz, Felipe Perrone, Bernat Sanahuja y Roger Tahull. Seleccionador: David Martín.
- Equipo femenino: Laura Ester, Elena Sánchez, Marta Bach, Anni Espar, Clara Espar, Judith Forca, Maica García, Irene González, Paula Leitón, Beatriz Ortiz, María del Pilar Peña, Elena Ruiz y Roser Tarragó. Seleccionador: Miki Oca.